# Madison McLaughlin
Madison Blaine McLaughlin (Baton Rouge, 5 de noviembre de 1995) es una actriz estadounidense. Es conocida por interpretar a Evelyn Sharp/Artemis en la serie de televisión de superhéroes Arrow de The CW.

## Biografía
McLaughlin nació en Baton Rouge, Luisiana antes de mudarse a Los Ángeles con su familia cuando tenía 11 años. Tiene tres hermanas menores: Marissa, Mallory y Mahrynn. Fue concursante del certamen Miss California Teen USA en 2009.
Comenzó su carrera en la industria del entretenimiento como modelo infantil y luego pasó a la actuación.
McLaughlin comenzó su carrera como actriz infantil en 2009, cuando apareció como estrella invitada en el programa de televisión Supernatural. En 2013, también protagonizó la temporada 3 de Teen Wolf' como Paige Krasikeva.
McLaughlin hizo apariciones recurrentes en el programa de televisión Major Crimes y Chicago P.D.
En 2016, McLaughlin participó en la serie de televisión de superhéroes Arrow para interpretar el papel de Evelyn Sharp.
En 2020, McLaughlin protagonizó el thriller para adolescentes Most Likely to Murder de Lifetime Network y también apareció como invitado en Roswell, New Mexico de The CW.

## Filmografía
| Año       | Título                        | Rol                    | Notas                                              |
| --------- | ----------------------------- | ---------------------- | -------------------------------------------------- |
| 2009      | Dangerous Women               | Student                |                                                    |
| 2009      | Don't Touch It                | Amy                    | Cortometraje                                       |
| 2010      | Meteor Apocalypse             | Alison DeMatti         |                                                    |
| 2010      | Stacy's Mom                   | Maria                  |                                                    |
| 2010      | Young Again                   | Jenny                  | Cortometraje                                       |
| 2010      | Different Worlds              | Mean Girl              | Cortometraje                                       |
| 2011      | The Revivals                  | Madison                | Cortometraje                                       |
| 2011      | El mentalista (The Mentalist) | Annabeth Lisbon        | Episodio: "Where in the World is Carmine O'Brien?" |
| 2011      | Wasn't Planning on It         | Aeryn                  | Cortometraje                                       |
| 2012      | NCIS                          | Rosie Martin           | Episodio: "Gone"                                   |
| 2012      | Isabel                        | Vivian Dresley         | Película de televisión                             |
| 2012–2013 | Supernatural                  | Krissy Chambers        | 2 episodios                                        |
| 2013      | Teen Wolf                     | Paige Krasikeva        | Episodio: "Visionary"                              |
| 2013      | Major Crimes                  | Kris Slater            | 5 episodios                                        |
| 2013      | Modern Family                 | Sienna                 | Episodio: "A Fair to Remember"                     |
| 2015      | Mad Men                       | Sarah                  | Episodio: 'The Forecast'                           |
| 2015      | Girl Meets World              | Jasmine                | Episodio: "Girl Meets the Tell-Tale-Tot"           |
| 2015      | Finding Carter                | Olivia                 | 2 episodios                                        |
| 2015      | Chicago P.D.                  | Michelle Sovana        | 9 episodios                                        |
| 2016–2017 | Arrow                         | Evelyn Sharp / Artemis | 11 episodios                                       |
| 2018      | Code Black                    | Joy                    | Episodio: "The Business of Saving Lives"           |
| 2019      | Most Likely to Murder         | Casey                  |                                                    |
| 2019      | Aware I'm Rare                | Chloe                  | 1 episodio                                         |
| 2020      | Roswell, New Mexico           | Iris Sanchez           | Episodio: "Say It Ain't So"                        |
| 2022      | The Blank's YPF               | Louisa                 | Episodio: "Week 1"                                 |
| 2023      | Sun Moon                      | Liz                    |                                                    |